# Kommunikantenregister
Das Kommunikantenregister, auch Kommunikantenverzeichnis, war ein Kirchenbuch, das seit der frühen Neuzeit, vielerorts bis ins 20. Jahrhundert  vor allem in evangelisch-lutherischen Pfarreien geführt wurde.
Wer an einem Sonn- oder Feiertag das Abendmahl empfangen (kommunizieren) wollte, meldete sich an einem dafür festgesetzten vorhergehenden Werktag beim Pfarrer an. Darauf erfolgte eine obligatorische Privatbeichte und Absolution. Für den Pfarrer war hier auch Gelegenheit einer katechetischen Vermahnung. Am Vortag des Abendmahlsgottesdienstes war dann der sogenannte „Beichtpfennig“ beim Küster zu entrichten, und daraufhin wurde das Kirchenmitglied unter dem Datum des Abendmahlsgottesdienstes im Kommunikantenregister eingetragen. Das so eingenommene Geld gehörte zu den Stolgebühren und war für den Pfarrer ein Teil seines Gehalts.
Die Kommunikantenregister sind eine wertvolle Quelle der frühneuzeitlichen Bevölkerungs- und Frömmigkeitsgeschichte.